# Kawia Góra
Kawia Góra (Łysica) – wzgórze (339 m n.p.m.) w południowo-zachodniej Polsce, na Wzgórzach Dobrzenieckich, na Przedgórzu Sudeckim między miejscowościami Ruszkowice, Brochocin i Ciepłowody.
Na szczycie znajduje się drewniana wieża widokowa.

## Szlaki turystyczne
Ziębice – Lipa – Jasłówek – Krzelków – Zameczny Potok – Ciepłowody – Kawia Góra – Ruszkowice – Ostra Góra – Podlesie – Przerzeczyn-Zdrój – Grzybowiec – Piława Górna – Piława Dolna